# Hoveniers van Utrecht

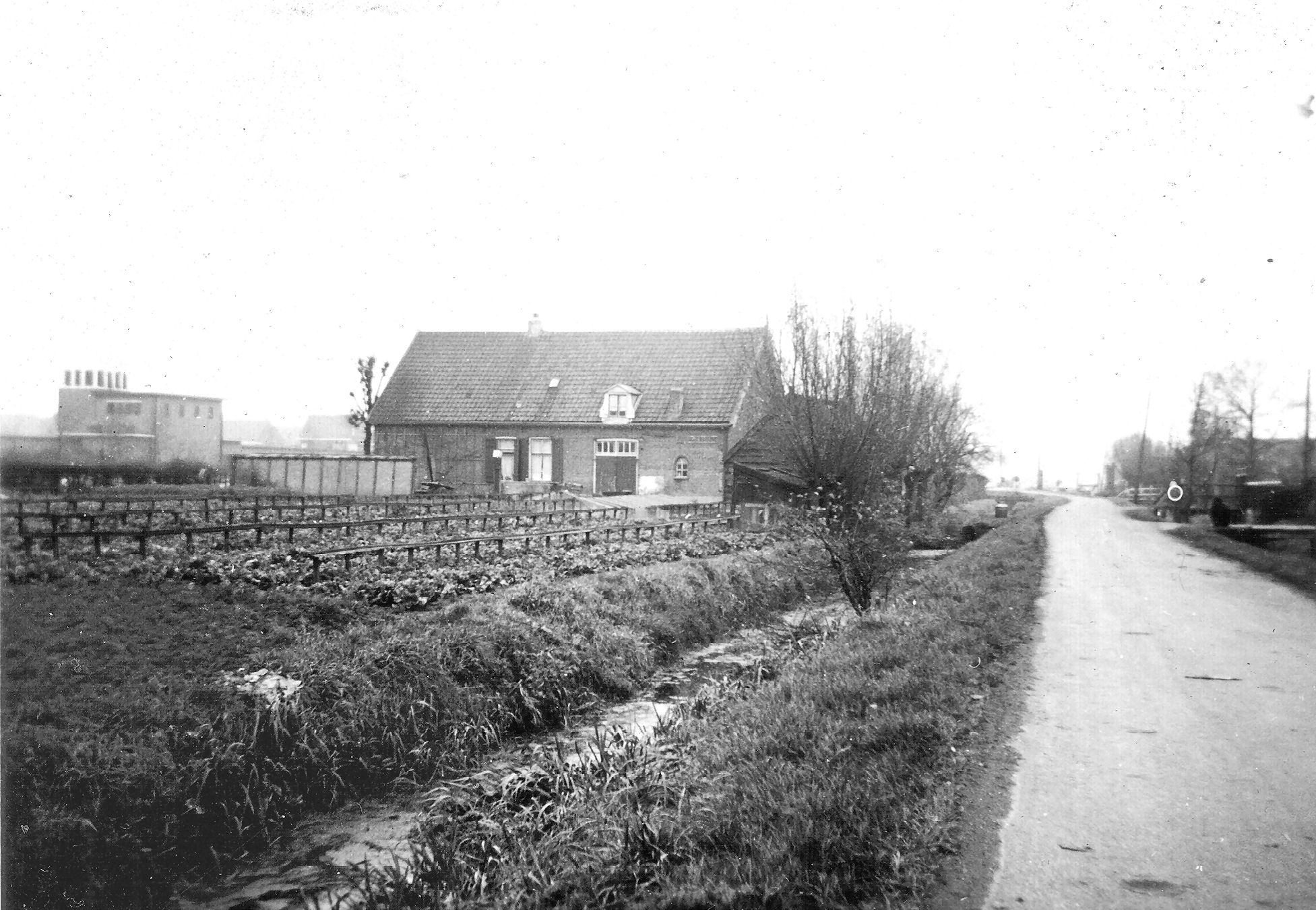
Tuinderij Zandpad 16 omstreeks 1957. Het weggetje is de oude Achttienhovensedijk. Hier werd in 1970 Ziekenhuis Overvecht gebouwd

De hoveniers van Utrecht vormden een vanaf de middeleeuwen een apart deel van de bevolking van de Nederlandse stad Utrecht. Deze hoveniers ofwel tuinders verbouwden net buiten de stadswallen de voor de Utrechters benodigde groenten.

## Gesloten gemeenschap
De hoveniers vormden een bijzondere en gesloten bevolkingsgroep in Utrecht. Een hovenier trouwde standaard met een hoveniersdochter. Als reden is aangegeven dat het bestaan van een hovenier nu eenmaal zwaar was en iemand uit dezelfde stand dat snapte. De beroepsgroep was dan ook vrijwel altijd te herkennen aan de familienaam. Bekende oud-katholieke hoveniersfamilies waren Van der Steen, Bakker, Van Oort, De Rijk, Moesman, Van Wierst, Kinnegim, Kinneging en Kinnegam. Rooms-katholiek waren de families Achterberg, Elsendoorn, De Groot, Koot of Cooth, Miltenburg, Van de Bilt, Van Zijl, Gresnigt, en Jongerius. Veel van deze namen zijn nu terug te vinden in de straatnamen rond Pijlsweerd en de Hoogstraat. De familienaam Verheul kwam bij zowel rooms- als oud-katholieken voor.

## Van binnen naar buiten
Aanvankelijk hadden de Utrechtse hoveniers hun tuinen binnen de stadssingels. Uit de stadsarchieven blijkt dat er nog tot in de 17e en 18e eeuw hofsteden in de stad aanwezig waren. De tuinbouwgrond werd echter steeds schaarser, het werd meer en meer in gebruik genomen voor woningen, bedrijven en andere stedelijke voorzieningen. De hoveniers verhuisden daarom op den duur naar grond buiten de singels en gebruikten hun gronden vooral in buitengerechten van de stad Utrecht.
Tot in de twintigste eeuw stonden de hovenierswoningen in wijken als Abstede, Wittevrouwen, Pijlsweerd en Tolsteeg. Daar bebouwden ze de vruchtbare gronden aan de oevers van een aantal waterwegen: de Minstroom, de Kromme Rijn en het Zwarte Water. Die werden ook gebruikt voor het vervoer van de groenten naar de binnenstad.
De Oud-Katholieke tuinderijen lagen vooral aan de noordkant van de stad bij de Bemuurde Weerd, nog dicht tegen de singels aan, op de plek van het huidige Pijlsweerd en de Vogelenbuurt. De naam van de Koekoekstraat herinnert aan de vroegere hofstede 'De Koekoek'.

## Kerk
Vrijwel alle hoveniers waren katholiek, velen daarvan oud-katholiek. Het kerkelijk centrum van de oud-katholieke hoveniers was sinds ongeveer 1450 een kapel in de Bemuurde Weerd, die stond op ongeveer de plaats waar in 1870 de Jacobuskerk gebouwd is. De kapel was door de bisschop gegund aan gelovigen van de Jacobiparochie die buiten de muren van de stad woonden. Ze konden zo in de avond en in de nacht, als de stadspoorten gesloten waren, toch geestelijke bijstand en hulp krijgen. In de 17e eeuw werd deze geloofsgemeenschap buiten de muren een aparte parochie. Begin 18e eeuw voegde die zich bij die rooms-katholieken die zich gescheiden van 'Rome' gingen opstellen en de Oud-Katholieke Kerk vormden.
De Jakobuskerk moest in 1989 vanwege teruglopend kerkbezoek en hoge onderhoudskosten worden afgestoten. De parochianen gingen deel uitmaken van de Oud-Katholieke Parochie van Utrecht met als kerkgebouw de Sint-Gertrudiskathedraal aan het Willemsplantsoen.

## Stadsuitbreiding
In de negentiende en twintigste eeuw kon de stad Utrecht uitbreiden vanwege de nieuwe Vestingwet. De hoveniers moesten zich daardoor steeds verder van de stad vestigen. Nieuw land werd vanaf ongeveer 1850 in gebruik genomen aan het Zandpad langs de Utrechtse Vecht, in het Ondiep, op de Klop (niet het fort, maar land aan de andere kant van de Utrechtse vecht, langs de Fortlaan) en langs de Hoogelanden en de Lauwerecht. In de jaren 20 en 30 van de 20ste eeuw ging de trek naar buiten nog verder. Men vestigde zich in Maarssen, langs de Gageldijk, in Vleuten, in Westbroek, in Blauwkapel en de Groenekan. Dat bracht veel inspannende 'ontginning' van weilanden met zich mee. Ook werden in die tijd op de tuinen veel nieuwe huizen, schuren, en kassen gebouwd.

## Afloop
In 1960 telde men nog zo'n 40 oorspronkelijke hoveniers in de contreien rond Utrecht. In 2009 waren hiervan nog slechts enkele bedrijven over. De grootscheepse uitbreiding van de stad met onder andere Overvecht, de noodzakelijke schaalvergroting in het tuindersbedrijf en het ontbreken van een opvolger waren voor vele tuinders reden geweest om met het bedrijf te stoppen.